# Tiempo de morir (película colombiana)
Tiempo de morir es una película colombiana de 1985 dirigida por Jorge Alí Triana, protagonizada por Gustavo Angarita, María Eugenia Dávila y Sebastián Ospina. El guion, escrito por Gabriel García Márquez, ha sido filmado dos veces antes, primero en 1965 por el director mexicano Arturo Ripstein y en 1982 también por Jorge Alí Triana como una serie de televisión producida por RTI Televisión.

## Sinopsis
Juan Sayago, un hombre de mediana edad, es liberado de prisión después de cumplir una condena de 18 años por la muerte de Raúl Moscote en un duelo. Sayago regresa inmediatamente a su ciudad natal, un pequeño pueblo polvoriento de calles sin pavimentar. Él quiere olvidar el pasado y reconstruir su vida, pero un destino adverso lo espera. Juan visita por primera vez la herrería de un viejo amigo, pero el hombre murió hace muchos años y Diego, el nuevo herrero e hijo de su amigo fallecido, advierte a Sayago que los dos hijos de Raúl Moscote han jurado vengar la muerte de su padre. Sin embargo, a Juan no le molesta este peligro. Pagó por su crimen y solo espera una vejez pacífica.

## Reparto
| Actor                | Personaje         |
| -------------------- | ----------------- |
| Gustavo Angarita     | Juan Sayago       |
| María Eugenia Dávila | Mariana           |
| Sebastián Ospina     | Julián Moscote    |
| Jorge Emilio Salazar | Pedro Moscote     |
| Reynaldo Miravalles  | Casildo           |
| Enrique Almirante    | Alcalde           |
| Lina Botero          | Sonia             |
| Nelly Moreno         | Prostituta        |
| Carlos Barbosa       | Demetrio, médico  |
| Héctor Rivas         | Don Tulio         |
| Edgardo Román        | Diego             |
| Lucy Martínez        | Rosa              |
| Mónica Silva         | Madre de Sonia    |
| Luis Chiappe         | Barbero           |
| Alicia de Rojas      | Criada de Mariana |
| Giovanni Vargas      | Hijo de Mariana   |
| Berta Catano         | Dolores           |
| César Ambalema       | Policía           |